# Panton Chair

La chaise Panton - Première présentation en 1967

La  Panton Chair (Pantonstolen) est une chaise en plastique en forme de S, créée dans les années 1960  par le designer danois Verner Panton.
C’est la première chaise en plastique moulé. En 2006 elle entre dans la liste des canons de la culture danoise. Au cours de son existence et avec différentes évolutions, cette chaise connait principalement quatre natures de plastiques différents pour sa production (1967, 1968, 1971 puis 1999).

## Historique
L'idée de concevoir une chaise en plastique empilable a d’abord été exprimée, avant la Seconde Guerre mondiale par l'architecte et designer allemand Ludwig Mies van der Rohe.
Depuis le début des années 1950, Verner Panton en avait aussi rêvé ; en 1956 inspiré par des seaux en plastique soigneusement empilés, il conçoit la chaise S qui peut être considérée comme le précurseur de la Panton Chair ; cette chaise S est alors destinée à être fabriquée en bois ou en plastique rappelant la chaise Zig Zag des années 1930. C’est un élément de mobilier en un seul bloc dans lequel le dossier, le siège et les pieds ont été faits dans le même matériau. Verner Panton semble répondre à un concours de meubles de l'entreprise WK-Möbel. L'idée d'une chaise monobloc ne tient pas seulement de Verner Panton : à l'époque, d'autres designers travaillent sur le sujet ; mais Panton va arriver après plusieurs années de recherches, à obtenir un modèle viable.
Vers la fin des années 1950, Verner Panton fait une série de croquis et de dessins pour la future Panton Chair cherchant à faire un piètement concave. Vers 1959-1960, il crée sa première maquette, non fonctionnelle, en polystyrène, lui permettant de démarcher les fabricants dans toute l'Europe,. Ce qui est parfois considéré comme un simple prototype est une version différente de ce que sera la Panton Chair.

### Vitra
Après plusieurs échecs, vers le début des années 1960, il rencontre Willi Fehlbaum de Bâle qui est le directeur du fabricant de meubles Vitra ; celui-ci est immédiatement séduit par les dessins de cette chaise sans pieds, en plastique plutôt qu’en bois, (le matériau privilégié de l'époque). Willi Fehlbaum, qui est lié aussi à l'éditeur Herman Miller, a déjà une expérience de ce plastique en ameublement. 
Travaillant en collaboration avec Fehlbaum, Verner Panton déménage à Bâle et produit un modèle pressé à froid fait de polyester, renforcé de fibre de verre ; le but restant de concilier les opportunités du plastique avec une production en série. Mais ce premier modèle  est assez lourd, et nécessite un travail de finition. Il est présenté pour la première fois en août 1967 dans le magazine danois Mobilia, puis produit et commercialisé en la même année par Vitra mais reste considéré comme une pré-série. C'est alors la première chaise fabriquée d'un seul bloc de plastique.
Le modèle est ensuite amélioré par l’utilisation de polystyrène thermoplastique, ce qui conduit à une nette réduction des coûts étant adapté à la production industrielle. 
En 1968, Vitra  lance la production en série de la version finale vendue par la Société Herman Miller. Le matériau utilisé pour cette seconde version est le Baydur, une mousse de polyuréthane haute résilience produite par Bayer à Leverkusen, en Allemagne, puis, en 1971 une troisième version en Luran S injecté,. La chaise est vernie et commercialisée dans une gamme de sept couleurs. Sous sa finition en mousse de polyuréthane rigide et finition vernie, elle prend le nom de « Panton Chair Classic ».
En 1979, la production est interrompue car il est devenu évident que le matériau vieillissait mal.

### Versions contemporaines
Quatre ans plus tard et après des recherches, le modèle est de nouveau produit sous l’appellation « Panton Chair Classic », cette fois dans de la mousse de polyuréthane structurel, plus cher, mais encore utilisé de nos jours ; c'est en fait la seconde version en polyuréthane.
Enfin, face à l'évolution des matériaux, en 1999, Vitra utilise pour sa fabrication le plastique polypropylène recyclable pour fabriquer une quatrième version moins couteuse que la « Classic »,. La Panton Chair est alors offerte dans différentes couleurs.
Verner Panton a contribué au développement de nouveaux styles reflétant le space age des années 1960 et connu sous le nom de Pop Art,. Quand la revue de design danois Mobilia  dévoile le modèle en 1967, il fait sensation.
Au début des années 2000, Vitra développe une version pour enfants en polypropylène, à partir des croquis de Verner Panton mort quelques années avant (en 1998),.

## Collections
Au fil des ans, la Panton Chair, initialement connu sous le nom de S chair Panton, a été exposée au Danemark et à l'étranger. Elle  fait aujourd’hui partie des collections permanentes de plusieurs musées du design, notamment le Museum of Modern Art de New York, le Design Museum de Londres, le Musée historique allemand de Berlin, le Centre Pompidou ou le Designmuseum Danmark de Copenhague.